# Taherpur
Taherpur è una città dell'India di 20.060 abitanti, situata nel distretto di Nadia, nello stato federato del Bengala Occidentale. In base al numero di abitanti la città rientra nella classe III (da 20.000 a 49.999 persone).

## Geografia fisica
La città è situata a 23° 16' 20 N e 88° 32' 54 E.

## Società

### Evoluzione demografica
Al censimento del 2001 la popolazione di Taherpur assommava a 20.060 persone, delle quali 10.266 maschi e 9.794 femmine. I bambini di età inferiore o uguale ai sei anni assommavano a 1.788, dei quali 900 maschi e 888 femmine. Infine, coloro che erano in grado di saper almeno leggere e scrivere erano 16.027, dei quali 8.605 maschi e 7.422 femmine.